# Moira Millán
Moira Ivana Millán (nascida em agosto de 1970), é uma ativista mapuche da Argentina. É uma das líderes do movimento de recuperação de terras ancestrais indígenas — particularmente aquelas ocupadas pela empresa italiana de moda Benetton — reconhecidas desde a alteração de 1994 da Constituição da Argentina. Ela participa do movimento feminista Ni una menos, denunciando o feminicídio de mulheres indígenas, e promovendo em "Encontros de Mulheres" maior visibilidade a problemas relacionados a elas. Em 2019, Millan publicou um livro, o romance El Tren del Olvido.